# Паугатен (округ, Вірджинія)
Шаблон:StateAbbr_ 37°33′ пн. ш. 77°55′ зх. д. / 37.55° пн. ш. 77.92° зх. д.
Округ  Пауга́тен (англ. Powhatan County, інша вимова Пауете́н) — округ (графство) у штаті  Вірджинія, США. Ідентифікатор округу 51145.

## Історія
Округ утворений 1777 року.

## Демографія
За даними перепису 2000 року загальне населення округу становило 22377 осіб, зокрема міського населення було 1972, а сільського — 20405. Серед мешканців округу чоловіків було 12313, а жінок — 10064. В окрузі було 7258 домогосподарств, 5901 родин, які мешкали в 7509 будинках. Середній розмір родини становив 3,03.
Віковий розподіл населення поданий у таблиці:
| Стать    | До 15 років | 15-21 | 22-29 | 30-39 | 40-49 | 50-65 | 65-85 | Понад 85 |
| -------- | ----------- | ----- | ----- | ----- | ----- | ----- | ----- | -------- |
| Чоловіки | 2221        | 1249  | 1276  | 2447  | 2174  | 2080  | 822   | 44       |
| Жінки    | 2131        | 739   | 799   | 1815  | 1755  | 1808  | 916   | 101      |

## Суміжні округи
- Гучленд — північ
- Честерфілд — схід
- Генрайко — схід
- Амелія — південь
- Камберленд — захід

## Виноски
1. ↑  U.S. Decennial Census. United States Census Bureau. Процитовано 4 січня 2014.
2. ↑  Historical Census Browser. University of Virginia Library. Архів оригіналу за 11 серпня 2012. Процитовано 4 січня 2014.
3. ↑  Population of Counties by Decennial Census: 1900 to 1990. United States Census Bureau. Процитовано 4 січня 2014.
4. ↑  Census 2000 PHC-T-4. Ranking Tables for Counties: 1990 and 2000 (PDF). United States Census Bureau. Процитовано 4 січня 2014.
5. ↑  State & County QuickFacts. United States Census Bureau. Архів оригіналу за 7 червня 2011. Процитовано 4 січня 2014.(англ.) Наведено за англійською вікіпедією.
6. ↑  American FactFinder. Бюро перепису населення США. Архів оригіналу за 26 лютого 2012. Процитовано 31 січня 2008.

| США | Це незавершена стаття з географії США. Ви можете допомогти проєкту, виправивши або дописавши її. |